# Sitzenberg-Reidling
Sitzenberg-Reidling je obec v Rakousku ve spolkové zemi Dolní Rakousy v okrese Tulln.

## Geografie

### Geografická poloha
Sitzenberg-Reidling se nachází ve spolkové zemi Dolní Rakousy v regionu Mostviertel. Rozloha území obce činí 22,14 km², z nichž 29,8 % je zalesněných.

### Části obce
Území obce Sitzenberg-Reidling se skládá z osmi částí (v závorce uveden počet obyvatel k 1. 1. 2015):
- Ahrenberg (138)
- Baumgarten (66)
- Eggendorf (85)
- Hasendorf (198)
- Neustift (102)
- Reidling (802)
- Sitzenberg (437)
- Thallern (240)

### Sousední obce
- na severu: Grafenwörth
- na východu: Atzenbrugg
- na jihu: Perschling
- na západu: Traismauer

## Politika

### Obecní zastupitelstvo
Obecní zastupitelstvo se skládá z 21 členů. Od komunálních voleb v roce 2015 zastávají následující strany tyto mandáty:
- 14 ÖVP
- 6 SPÖ
- 1 FPÖ

### Starosta
Nynějším starostou obce Sitzenberg-Reidling je Christoph Weber ze strany ÖVP.